# 나이토 다다오키
나이토 다다오키(일본어: 内藤忠興, 1592년 3월 14일 ~ 1674년 11월 10일)는 에도 시대의 다이묘로, 이와키 다이라 번의 2대 번주이다. 관위는 종사위하, 다테와키(帯刀).
덴쇼 20년 음력 2월 1일, 도쿠가와 이에야스의 가신 나이토 마사나가의 맏아들로 태어났다. 게이초 19년(1614년), 오사카 겨울 전투 때 아버지와 함께 아와 지역의 수비를 명령받았으나, 무용이 뛰어나고 혈기왕성한 성격의 소유자였던 다다오키는 병사를 이끌고 후시미성까지 찾아가 당시 이에야스의 최측근이던 혼다 마사노부에게 자신을 참전시켜줄 것을 부탁했다. 마사노부는 이에야스에게 이를 알렸고, 이에야스는 기뻐하며 이를 허락하고 이노우에 마사나리 휘하에서 참전하도록 했다. 게이초 20년(1615년) 3월, 아버지가 1만 석 가봉을 받았을 때, 지난 전공을 인정받아 1만 석 영지를 하사받았다. 당해 오사카 여름 전투에서 사카이 이에쓰구를 따라 참전하여 또 공을 세우면서 1만 석을 더 받게 되었다. 겐나 8년(1622년), 아버지 마사나가가 이와키 다이라 번 7만 석으로 전봉되었을 때, 다다오키는 무쓰국 이즈미 지역의 2만 석을 소유하고 있었다.
간에이 11년(1634년), 아버지가 사망하자 가문의 상속권과 번주직을 계승하여 이와키 다이라 번의 2대 번주가 되었다. 마사나가의 유언에 따라 그동안 갖고 있던 이즈미의 영지는 동생인 마사하루에게 물려주었고, 이로써 이즈미번이 생겨났다. 이후 다다오키는 번 통치에 힘을 기울여, 농지개간과 토지조사, 엄격한 세금 징수를 행하여 이와키 다이라 번의 실질 고쿠다카를 2만 석이나 증가시켰다. 간분 10년(1670년), 맏아들 요시무네에게 번주직을 물려주고 은거하였으며, 엔포 2년 음력 10월 13일에 73세의 나이로 사망하였다.
| 전임 나이토 마사나가 | 제2대 이와키 다이라 번 번주 (나이토가) 1634년 ~ 1670년 | 후임 나이토 요시무네 |

| 전임 미즈노 다다모토 | 제7, 10대 오사카 조다이 1654년 ~ 1658년 1659년 ~ 1660년 | 후임 마쓰다이라 미쓰시게 |